# Klein Holtensen
Klein Holtensen è una frazione (Ortsteil) del comune di Auetal, nel land della Bassa Sassonia, in Germania.

## Storia
Già comune autonomo nel circondario della contea di Schaumburg, fu soppresso e incorporato a Schoholtensen il 1º marzo 1974; insieme con Schoholtensen, fu unito ad Auetal il 1º aprile successivo.